# Кагальницька
Кагальницька (рос. Кагальницкая) — станиця, центр Кагальницького сільського поселення, адміністративний центр Кагальницького району Ростовської області.
Станиця розташована у Задонні над річкою Кагальник, з центром станиці на лівому березі; на автодорозі «Батайськ-Ставрополь». У північно-східному передмісті Кагальницької селі Малиновка розташована залізнична станція Кагальник на гілці Батайськ-Сальськ.
Населення на 2010 рік 6831 особа.
У перекладі з тюркської мови «кагала» - яма, низовина.

## Історія
Навколо станиці розташовано коло 13 одиночних курганів й курганних груп.
Заснована станиця 1809 року над правим берегом річки Кагальник. Кавказький тракт, що йшов військовими землями необхідно було заселити козацькими станицями до межі Ставропольської губернії. За свідченням архівного джерела від 1889 року отаман граф Матвій Платов закликав оселитися тут усіх бажаючих донських козаків. Проте такових виявилося замало, тому станиці, у тому числі Кагальницьку заселили з числа вільних людей України. Вільних людей було в Україні тоді було достатньо після скасування козацтва. З переселенням в ці задонські станиці їх переводили у козацький стан.
На 1859 рік Кагальницька козацька станиця відносилася до Кагальницького юрту налічувала 360 дворових господарств; 2126 осіб (1035 чоловіків й 1091 жінок); православну церкву; поштову станцію; 3 ярмарки.
На 1873 рік Кагальницька станиця налічувала 646 дворових садиб й 35 недворових садиб; 3838 осіб (1844 чоловіків й 1994 жінки).
На 1913 рік у Кагальницькій було 2-річне училище, декілька початкових шкіл для дівчат, "Дмитріївська" школа, у яких навчалося 310 осіб та викладало 8 вчителів.
Навесні 1918 року Кагальницькою пролягав маршрут Першого Кубанського («Крижаного») походу Добровольчої армії на Кубань від Ростова-на-Дону до Катеринодара й назад. В лютому 1920 року Кагальницькою оволоділи радянські війська. За радянської влади було знищено православний храм.
За даними перепису 1959 року у Кагальницькій налічувалося 4670 осіб.
1991 року у станиці відновилася православна громада. 